# Ginetta G26
Der Ginetta G26 und die von ihm abgeleiteten Modelle G28, G30 und G31 bilden eine Familie zweitüriger Sportwagen, die das britische Unternehmen Ginetta von 1984 bis 1992 vorwiegend in Bausatzform herstellte. Alle Modelle basieren auf mechanischen Komponenten von Ford of Britain. Sie unterscheiden sich in der Länge sowie durch abweichende Karosserien und Motoren voneinander. Alle Varianten zusammengenommen, entstanden in acht Jahren etwa 360 Fahrzeuge.

## Entstehungsgeschichte
Das von Bob, Douglas, Ivor und Trevor Walklett gegründete Unternehmen Ginetta produzierte ab 1958 kleine straßentaugliche Sportwagen mit Kunststoffkarosserien und Großserientechnik von Ford of Britain oder Rootes. Die meisten von ihnen wurden als Bausätze angeboten; einzelne Modelle – zumeist Autos für Einsätze im Motorsport – gab es auch oder ausschließlich als Fertigfahrzeuge. Die erfolgreichsten Modelle waren der G4 mit Front- und der G15 mit Heckmotor, von denen Ginetta jeweils mehr als 500 Bausätze verkaufte. In den 1970er-Jahren war das Fließheckcoupé G21 Ginettas Hauptmodell. Als der G21 mit seiner rundlichen, aus den 1970er-Jahren stammenden Karosserie kaum noch Käufer fand und eine als G24 bezeichnete überarbeitete Version nicht über das Prototypenstadium hinauskam, fiel die Entscheidung für die Entwicklung eines größeren, modern gestalteten Coupés mit keilförmigem Aufbau, für das sich Ginetta stilistisch am Lotus Excel und an den Wedges von TVR orientierte.
Das Auto erschien unter der Bezeichnung Ginetta G26 im Frühjahr 1984. Der G26 wurde zum Basismodell einer insgesamt vier Versionen umfassenden Modellfamilie (G28, G30 und G31), die bis 1992 produziert wurde. Sie überdauerte die Übernahme des Betriebs durch die Investoren Martin Phaff und Mike Madin. Die Autos wurden überwiegend als Bausätze verkauft, daneben komplettierte das Werk aber auch einzelne Autos.
Ginetta übernahm das Design der Frontpartie bis hin zu den Türen unverändert für das 1989 eingeführte Mittelmotorcoupé G32.

## Modellbeschreibung
Der G26 und alle seine Ableitungen haben einen von Ivor Walklett konstruierten Rahmen aus galvanisch korrosionsgeschützen Stahlrohren mit quadratischem Querschnitt. Die Abmessungen des Rahmens variieren bei den einzelnen Modellen.
Die Rahmen sind jeweils für die Aufnahme von Fahrwerks- und Antriebskomponenten des Ford Cortina Mark 3 oder 4 ausgelegt; die Fahrzeuge haben also Zahnstangenlenkung, Doppelquerlenker und Scheibenbremsen vorn und eine Starrachse mit vier Lenkern und Trommelbremsen hinten. Es wird nur ein einziges Spenderfahrzeug (Single Donor Car) benötigt. Als Antrieb waren verschiedene Vier- und Sechszylindermotoren der britischen oder deutschen Ford-Niederlassungen möglich; in den meisten Fällen wurden 2,0 Liter große Reihenvierzylinder eingebaut.
Die Karosserien bestehen aus glasfaserverstärktem Kunststoff. Ihr Design stammt von Trevor Walklett. Sie sind als zweitürige Coupés mit Fließheck oder angedeutetem Stufenheck gestaltet. Die Türen und die Windschutzscheibe stammen unverändert vom Ford Fiesta Mark 1; bei den Fließheckcoupés gilt das auch für die Heckscheibe.

## Die einzelnen Baureihen

### Ginetta G26

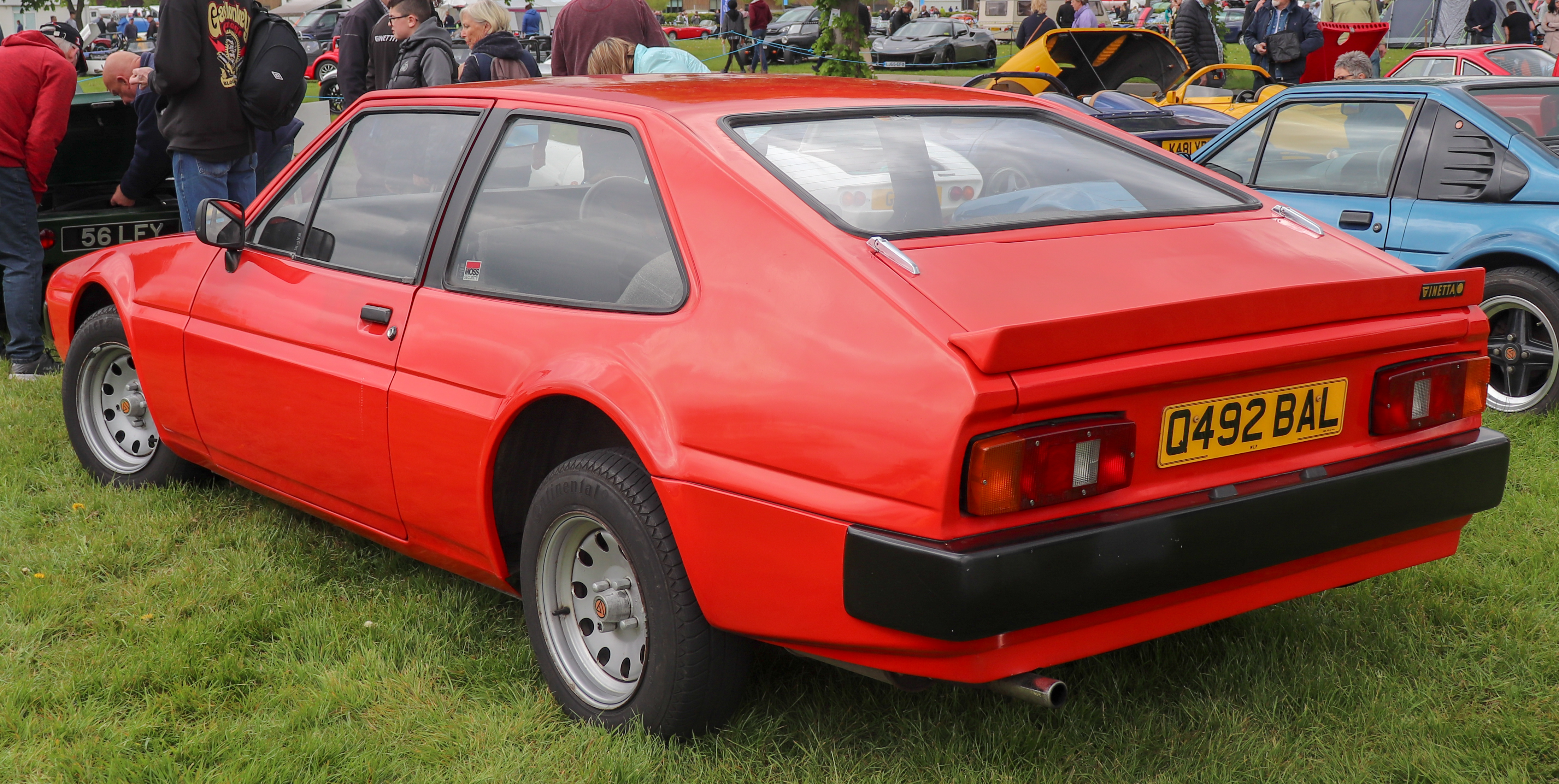
Lange Karosserie, flache Front: Ginetta G26

Der G26 ist das Basismodell. Er wurde im Frühjahr 1984 eingeführt. Der G26 ist als zweitüriges, fünfsitziges Fließheckcoupé mit kleiner Kofferraumklappe gestaltet. Die Frontpartie verläuft keilförmig; vorn sind Klappscheinwerfer installiert. Als Antrieb kamen alle im Ford Cortina erhältlichen Vierzylindermotoren der Pinto-Baureihe in Betracht; zumeist wählten die Käufer die 2,0-Liter-Version, die 77 kW (105 PS) leistete. Sechszylindermotoren finden dagegen wegen der flachen Motorhaube keinen Platz im G26. Mit dem 2,0-Liter-Pinto-Motor erreichte das Auto eine Höchstgeschwindigkeit von 192 km/h. Der Preis für einen Bausatz lag bei 2.959 £. Der G26 ist die erfolgreichste Variante der Modellfamilie. Insgesamt verkaufte Ginetta 284 Bausätze des G26.
Automobiljournalisten sahen den G26 als ein sehr ausgereiftes Auto an; teilweise wird er für das professionellste je angebotene Bausatzauto gehalten.

### Ginetta G28

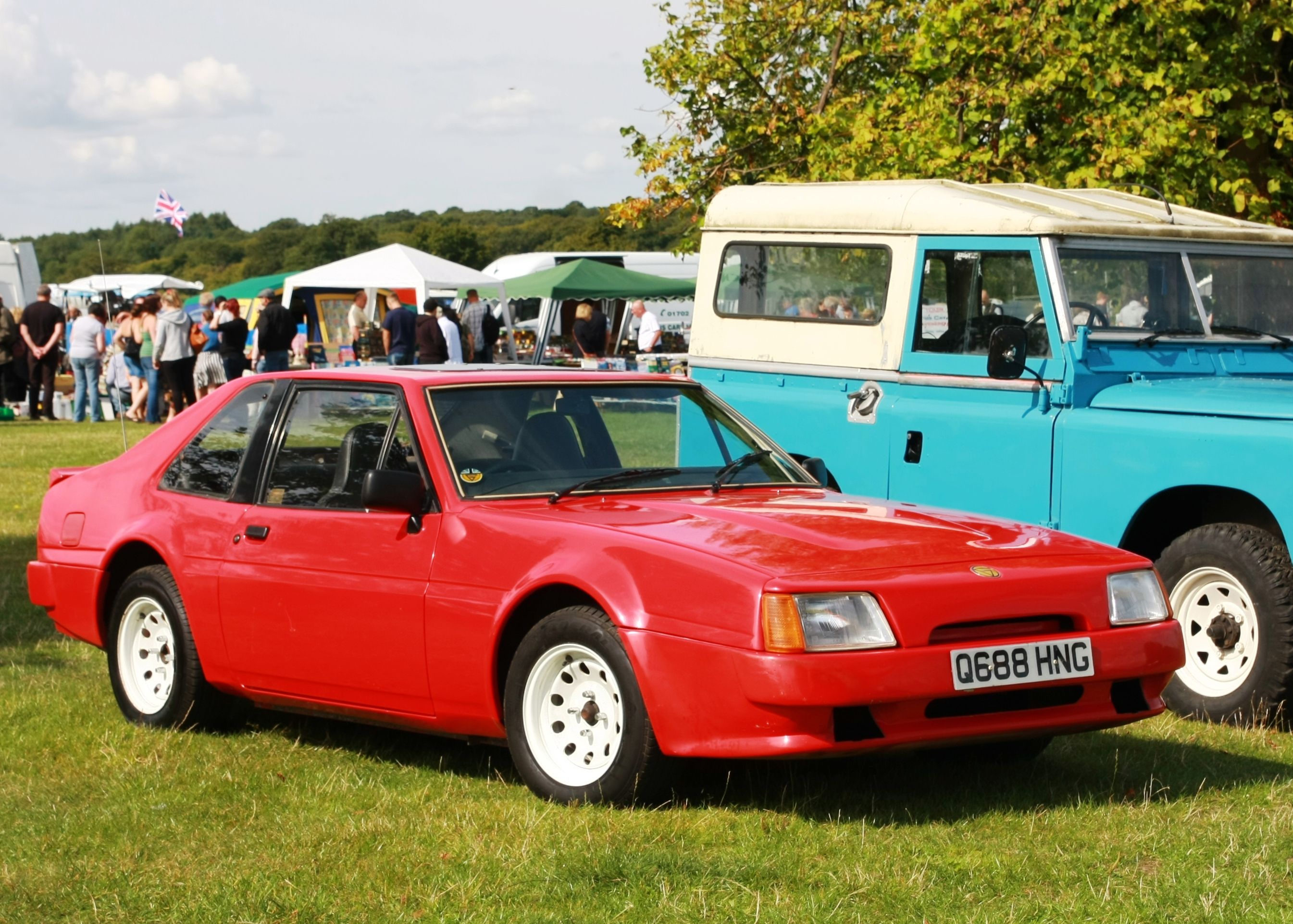
Kurze Karosserie, hohe Front: Ginetta G28

Der 1986 vorgestellte G28 hat ein gegenüber dem G26 um 191 mm verkürztes Chassis und einen dementsprechend kürzeren Radstand. Er ist kein Fünf-, sondern je nach Kundenwunsch ein reiner Zwei- oder ein 2+2-Sitzer. Wesentliche Karosseriepartien sind neu gestaltet. Zwar verwendete Ginetta wieder die Türen und die Windschutzscheibe des Ford Fiesta, die hinteren Seitenfenster sind aber kürzer als beim G26. Hinten hat der G28 anstelle des Fließhecks ein angedeutetes Stufenheck. Der Bug ist weniger keilförmig als der des G26. Anstelle der Klappscheinwerfer ist an jeder Seite ein Breitbandscheinwerfer mit nahezu senkrecht stehender Streuscheibe und seitlich in die Kotflügel ragenden Blinkern eingebaut; die Leuchten stammen vom Vauxhall Astra Mk. 2 (Opel Kadett E). Die höhere Linie der Wagenfront ermöglicht den Einbau größerer, höher bauender Motoren, insbesondere der Sechszylinder-V-Motoren der Ford-Köln-Reihe (2,8 Liter Hubraum) oder der Essex-Reihe (3,0 Liter). Bei der Präsentation kostete der G28 unkomplettiert  3.055 £. Der G28 ist das am schwächsten verbreitete Mitglied der Modellfamilie. Ginetta verkaufte von ihm bis 1992 nur sechs Bausätze.

### Ginetta G30

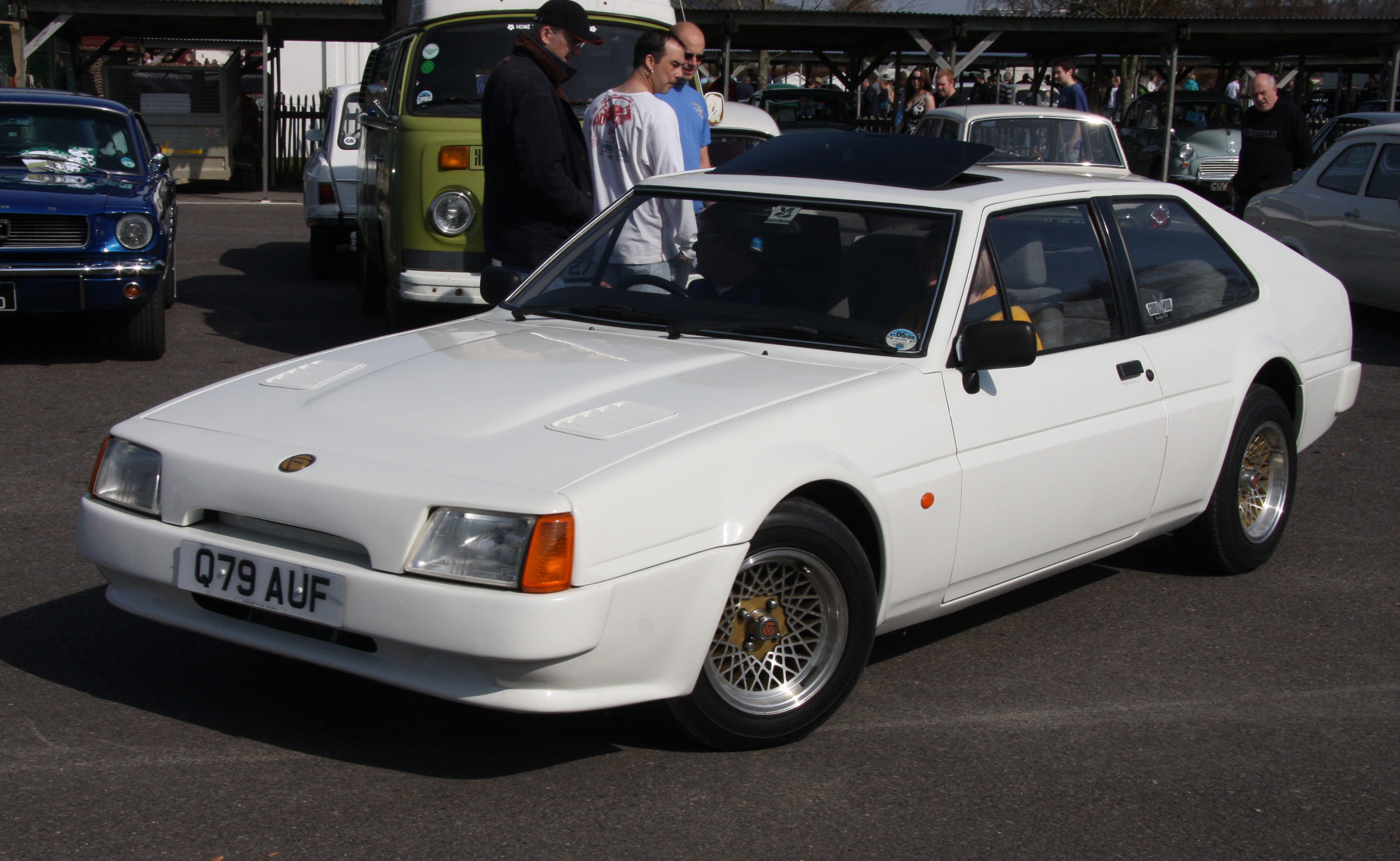
Lange Karosserie, hohe Front: Ginetta G30

Für den 1986 vorgestellten G30 kombinierte Ginetta das lange Chassis und die Fließheckkarosserie des G26 mit der höheren Wagenfront des (kurzen) Ginetta G28. Der G30 ist wie der G26 ein Fünfsitzer, hat aber die Breitbandscheinwerfer des Vauxhall Astra anstelle der Klappscheinwerfer. Wie beim G28 ist der Einbau von Sechszylinder-Ford-Motoren möglich. Die meisten Fahrzeuge wurden mit dem 2,8-Liter-Köln-Motor ausgestattet. Der Preis für den Bausatz lag mit 2.988 £ nur geringfügig über dem Preis des G26. Auch diese Version wurde nur selten verkauft. Je nach Quelle setzte Ginetta 10 oder 14 Bausätze ab.

### Ginetta G31
Bei dem ebenfalls 1986 auf den Markt gebrachten G31 kombinierte Ginetta das kurze Chassis und die Stufenheckkarosserie des G28 mit der keilförmigen Frontpartie des G26. Der G31 ist ebenso wie der G28 ein Zwei- oder 2+2-Sitzer. Die flache Frontpartie schließt wie beim G26 den Einbau von Sechszylindermotoren aus; daher hat er üblicherweise Vierzylindermotoren der Ford-Pinto-Reihe. Der Preis für den Bausatz lag bei Markteinführung bei 3.018 £. Bis 1992 setzte Ginetta je nach Quelle 66 oder 70 Kits ab.